# Herbert Rieckhoff
Herbert Joachim Rieckhoff (* 25. Dezember 1898 in Berlin; † 30. November 1948 in Eßlingen am Neckar) war ein deutscher Offizier, zuletzt Generalleutnant der Luftwaffe im Zweiten Weltkrieg.

## Leben
Rieckhoff trat am 11. Januar 1915 in das Heer ein und nahm bei der Infanterie am Ersten Weltkrieg teil. Später wechselte er zur Fliegertruppe, wo er als Leutnant 1918 das Kriegsende erlebte. 
Im Jahre 1920 verließ er die Reichswehr und ging zur Polizei, wo er zum Hauptmann aufstieg und ab 1925 eine Flugzeugführerausbildung machte. Er trat zum 1. Mai 1932 in die NSDAP (Mitgliedsnummer 1.186.287) und im Juli 1932 in die SS ein. 
Im Februar 1934 ging er zum Deutschen Luftsport-Verband, einer Tarnorganisation der zukünftigen Luftwaffe. Am 1. Juni 1934 wechselte er als Hauptmann zur Luftwaffe und übernahm Aufgaben als Abteilungsleiter im Reichsluftfahrtministerium. Von 1935 bis 1937 schloss sich eine Generalstabsausbildung an, in der er zum Major befördert wurde. Am 1. April 1937 übernahm er als Staffelkapitän die 8. Staffel des Kampfgeschwaders 152, wo ihn am 1. Februar 1938 die Beförderung zum Oberstleutnant erreichte. Anschließend wechselte er in den Generalstab der Luftwaffe und ab Februar 1939 in den Stab der Luftflotte 2. Am 17. August 1939 übernahm er als Geschwaderkommodore das Kampfgeschwader 30. Mit diesem nahm er am Unternehmen Weserübung, dem Westfeldzug und der Luftschlacht um England teil. Nachdem er am 5. Juli 1940 mit dem Ritterkreuz des Eisernen Kreuzes ausgezeichnet wurde, wechselte er am 21. Oktober als Kommodore zum Kampfgeschwader 2. Mit diesem nahm er am Deutsch-Sowjetischen Krieg teil, u. a. bei den Luftangriffen auf Moskau. Am 13. Oktober 1941 wechselte er als Chef des Generalstabes zur Luftflotte 1, wo er bis zum 23. Februar 1943 blieb. Anschließend übernahm er innerhalb der Luftflotte das Kommando des Fliegerführers 1 und wurde dort zum Generalmajor befördert und mit dem Deutschen Kreuz in Gold ausgezeichnet. Am 15. Juni 1943 übernahm er als Kommandeur die 3. Fliegerdivision, bevor er am 1. Januar 1944 Kommandant der Luftkriegsschule 2 in Berlin-Gatow wurde. Nach seiner erneuten Beförderung am 1. Juli 1944 zum Generalleutnant übte er das Amt eines Kommandierenden Generals und Befehlshabers im Luftgau V in Stuttgart aus. Am 2. April 1945 wurde er schließlich in die Führerreserve versetzt, wo er das Kriegsende erlebte und in alliierte Kriegsgefangenschaft kam. Aus dieser wurde er am 5. März 1948 entlassen und siedelte in die Schweiz über.

## Publikationen
- Trumpf oder Bluff? 12 Jahre Deutsche Luftwaffe, Verlag Inter Avia, Genf 1945